# Фаулер, Кэрол
Кэ́рол Э́нн Фа́улер (англ. Carol Ann Fowler, род. 1949) — американский экспериментальный психолог, представитель экологической психологии.

## Биография
Степень бакалавра была присвоена ей в Университете Брауна в 1971 году. В 1973 году она защищает магистерскую степень, а затем в 1977 году степень доктора в области психологии в Университете Коннектикута. С 1984 по 2008 год работала редактором в журналах по психологии и лингвистике. C 1992 работает в должности профессора психологии в Университете Коннектикута и адъюнкт-профессора (Adjunct Professor) лингвистики и психологии в Йельском университете. С 1992 по 2008 занимала должность президента и директора по исследованиям в Haskins Laboratories в Нью-Хейвене. В 2021 году, совместно со своим научным руководителем и коллегой Дональдом Шанквейлером, опубликовала книгу по истории Лабораторий Хаскинса «Язык и жизнь: первые полвека Лаборатории Хаскинса».

## Исследования восприятия речи
Кэрол Фоулер разделяет идеи экологической психологии и наивного (прямого) реализма, разработанные Джеймсом Гибсоном и другими учеными, продолжившими его исследования.
«...для того чтобы объяснить успешность действий, направляемых восприятием, восприятие должно рассматриваться как воссоздающее события в реальном мире. Для этого … восприятие должно быть прямым и, в частности, не должно опосредоваться процессом выведения (inference) или тестирования гипотезы, которые создают возможность для ошибки»:
Фоулер применяет идеи и методологические принципы экологической психологии для исследования процессов восприятия речи, которое она рассматривает как «экологическое событие» (ecological events), то есть событие, происходящее в определённом контексте и имеющее не только лингвистическую природу. Изучая такие проблемы, как неполнота артикуляции слов (предложения), неправильное произношение, искажение акустического сигнала в процессе коммуникации и другие вопросы, связанные с особенностями восприятия речи она выступает против так называемой менталистской теории. Согласно данной теории фонетические сегменты (phonetic segment) и иные языковые единицы идеальны по природе и не могут быть непосредственно выведены из артикуляции и акустических сигналов, являясь результатом, опосредованным познавательной деятельностью. К. Фоулер, напротив, считает, что акустический сигнал некоторым образом транспорентен (transparent) по отношению к выражаемым фонетическим сегментам. Поэтому при восприятии речи система восприятия не накладывает информацию на акустический сигнал, но непосредственно (напрямую) выявляет его в нём.
В другой работе она также показывает, что фонологические формы являются «лингвистически значимыми действиями вокального тракта, а не вокальными категориями разума». Данные «лингвистические действия» речевого тракта, формирующие в воздухе временные акустические структуры она характеризует как «фонетические жесты» (phonetic gestures). По её мнению именно фонетические жесты являются объектом (содержанием) восприятия и источником информации акустических сигналов. Подобно тому, как мы воспринимает не сами по себе звуки окружающей среды, но звуки объектов, их вызвавших (например, звук хлопающей двери, а не звук хлопка как таковой), таким же образом мы воспринимаем не звуки речи сами по себе, а их источник — действия артикуляционного аппарата говорящего. Данное утверждение она подтверждает, например, «эффектом Мак-Гурка», при котором именно артикуляция губ определяет акустическое восприятие речи, исследованиями в области компенсации восприятия речи при коартикуляции и другими примерами.
В исследовании восприятия речи К. Фоулер применяет теорию воплощённого познания, считающую, что в процессе понимания и экспрессии языка участвуют не только мозг, но и моторика человека. Поэтому жесты, мимика, повороты головы, действия решаемые в процессе коммуникации определяют не только понимание слушающего, но и содержание (стилистику) речи говорящего.
В своих исследованиях К. Фовлер допускает опосредующее действие познания и знания на восприятие речи. Например, знание лексики позволяет правильно интерпретировать речь, восстанавливать недостающие фонемы или корректировать неверные. При этом она отмечает, что часто ошибка в понимании речи связана не столько с неточной обработкой сигналов (то есть с самим восприятием) сколько с тем, что слушающий или действующий полагается на прошлый опыт, а не само восприятие.

К. Фоулер признает также, что оставаясь на позициях прямого реализма невозможно объяснить, как происходить переход от акустического сигнала или слова звучащего к его значению, так как у разных народов одно понятие может обозначаться по-разному. Поэтому она отмечает, что взаимосвязь между высказыванием и тем, что оно обозначает определяется не только информацией, содержащейся в самом сигнале, но и культурными традициями, сформировавшимися в ходе эволюции использования языка разными поколениями.

## Теория языка
Совместно с Хождесом она содействует разработке общей теории языка с позиций экологического подхода, теории динамических систем и теории распределенного языка (distributed language), показывающих, что язык не может быть локализован или сведен только лишь к отдельно взятым когнитивным способностям (компетенции), культурной традиции, системе правил, когнитивным модулями или эволюционной истории. По их мнению язык также не должен рассматриваться как «закрытая, идеализированная, формальная система символов, но как открытая, экологически встроенная (embedded), физически распределенная динамическая система»
Поэтому особое внимание К. Фоулер уделяет тому, как язык встроен (embedded) в экосоциальные контексты или системы, в которых он функционирует. Например, она рассматривает индексальные выражения и дейктические единицы языка (см. дейксис), значения которых зависят от контекста, показывает обусловленность произношения и понимания от ситуации или культурной традиции. В целом она поддерживает основные идеи, представленные в современной эколингвистике, утверждающей принципиальную ситуативность (situatedness) языка и его «чувствительность» к контексту (context sensitivity). Поэтому язык (речь) по её мнению необходимо изучать как «фундаментально прагматическую» систему, для которой природный и социальный контекст имеет определяющее значение.

## Основные публикации
- Fowler, C. A., Rubin, P. E., Remez, R. E., & Turvey, M. T. (1980). Implications for speech production of a general theory of action. In B. Butterworth (Ed.), Language Production, Vol. I: Speech and Talk (pp. 373–420). New York: Academic Press.
- Fowler, C. A., Galantucci, B. and Saltzman, E. (2003). Motor theories of perception. In M. Arbib (Ed.) The handbook of brain theory and neural networks. (pp. 705–707) Cambridge MA: MIT Press.
- Fowler, C. A. (2003). Speech production and perception. In A. Healy and R. Proctor (eds.). Handbook of psychology, Vol. 4: Experimental Psychology. (pp. 237–266) New York: John Wiley & Sons.
- Nye, P., Fowler, C. A. (2003). "Shadowing latency and imitation: The effect of familiarity with the phonetic patterning of English". Journal of Phonetics 31: 63–79. doi:10.1016/S0095-4470(02)00072-4.
- Goldstein, L, Fowler, C. A. (2003). Articulatory phonology: A phonology for public language use. In N. O. Schiller and A. Meyer (eds) Phonetics and Phonology in Language Comprehension and Production: Differences and Similarities. (pp. 159–207) Berlin: Mouton de Gruyter.
- Galantucci, B., Fowler, C.A., Turvey, M.T. (2006). "The motor theory of speech perception reviewed". Psychonomic Bulletin and Review 13 (3): 361–377. PMC 2746041. PMID 17048719.
- Fowler, C. A. (2011). How theories of phonology may enhance understanding of the role of phonology in reading development and reading disability. In S. A. Brady, D. Braze & C. A. Fowler (Eds.), "Explaining individual differences in reading: Theory and evidence". New York: Psychology Press.
- Fowler, C. A. (2014) Talking as doing: Language forms and public language. New Ideas in Psychology, 32